# Fotografisk Tidskrift

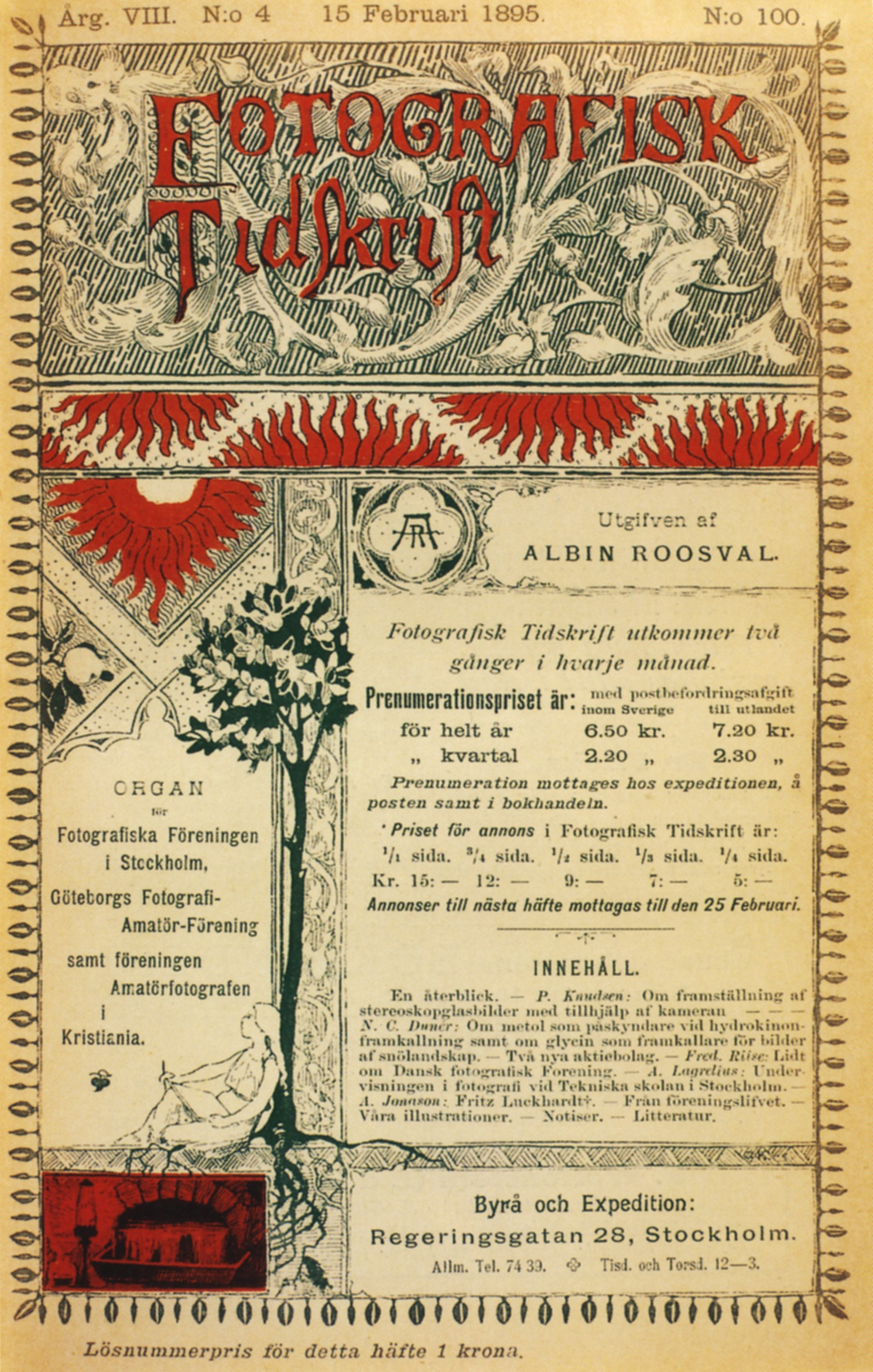
Omslag till Fotografik Tidskrift 1895

## Fotografisk Tidskrift
Fotografisk Tidskrift är medlemstidning för Svenska Fotografers Förbund. Chefredaktör sedan 2010 är Jenny Morelli. Hon föregicks av Gösta Flemming, författare till Centennium, en bok om svensk fotografihistoria (2007).
Första numret gavs ut 1888 av Fotografiska Föreningen som var föregångare till Svenska Fotografers Förbund.
Fotografisk Tidskrift vänder sig inte bara till förbundets medlemmar utan till alla som är intresserad av vad som händer inom det professionella bildområdet. Varje nummer innehåller fotografpresentationer, artiklar om den tekniska utvecklingen, tips för bättre bilder, bokrecensioner, debatt, juridiska frågor, gästkrönikor med mera. Medlemmar och prenumeranter får dessutom tillgång till fördjupningsmaterialet kring tekniska artiklar och tester som läggs upp på SFF-webben.

REDAKTÖRER GENOM TIDERNA
Albin Rooswal 1888-1906
Gunnar Malmberg 1907-1909
Herman Hamnqvist 1909-1911
John Hertzberg 1913-1916
Ernest Florman 1916-1952
Karl Sandels 1953-1960
Arne Holmström 1961-1968
Staffan Heimersson 1969
Jan Olow Westerlund 1969-1971
Stig Yngve 1971-1973
Roland Möllerfors 1973-1975
Pär Ritsell 1975-1979
Agneta Sandelin 1980-1983
Björn Kleman 1983-1984
Stefan Lindgren 1985-1987
Gösta Flemming 1988-1998
Stefan Ohlsson (tf) 1999-2002 
Gösta Flemming 2003-2010
Jenny Morelli 2010-2020
(Källa SFF